# Зоряна система

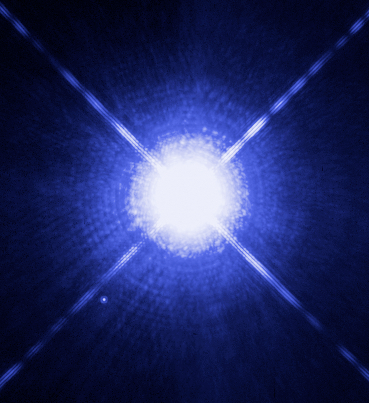
Сиріус A і Сиріус B, фото отримано телескопом «Хаббл»

Зоряна система — це система, що складається з зорі чи групи зірок, і, можливо, планетних систем з менших тіл (як-от планети чи астероїди), об'єднаних гравітацією. Зокрема, Сонячна система — це зоряна система, що включає Сонце та інші тіла (в тому числі Землю), що обертаються навколо нього. До зоряних систем також належать подвійні і кратні зорі, кулясті і розсіяні скупчення, галактики тощо.

## Подвійні зоряні системи
Зоряні системи з цих двох зірок називаються подвійними зорями, чи подвійними зоряними системами. За відсутності припливних ефектів, зовнішніх збурень чи передачі маси від однієї зорі іншій, така система стійка, обидві зорі будуть необмежено довго рухатись по еліптичній орбіті навколо центру мас системи.

## Системи із понад двох зір
Системи з понад двома зорями також можливі: наприклад, зоряне скупчення і галактика — види зоряних систем. Через великий розмір цих систем, їх динаміка виявляється значно складнішим, ніж у подвійній зірки. Проте, також існують зоряні системи з навіть більше двох зірок та простою орбітальної динамікою. Ці системи називаються кратними зоряними системами, чи фізично кратними зірками.

## Динамічна теорія
Теоретично моделювання кратної зоряної системи складніше, ніж подвійної, оскільки така динамічна система (задача N тіл) може виявляти хаотичну поведінку. Багато конфігурацій невеликих груп зір виявляються нестабільними, і врешті, одна з зір наближається до іншої досить близько і розганяється настільки, що залишає систему. Більш стабільними виглядають так звані ієрархічні системи. В ієрархічній системі зорі можна розділити на дві групи, кожна з яких обертається по великій орбіті навколо центра мас системи. Кожна з цих груп повинна також бути ієрархічною. Це означає, що вони можуть розділені на менші підгрупи, які самі є ієрархічними, і т. д.

### Потрійні зоряні системи
Потрійні зоряні системи — найпоширеніший тип кратних систем. Наприклад, у солідному виданні 1999 року каталогу фізично кратних зірок Токовинина 551 з 728 систем описані як потрійні. Відповідно до ієрархічного принципу, потрійні зіркові системи зазвичай складаються з двох близько розташованих зірок з віддаленішим супутником.

### Вищі кратності
Відомо багато систем з понад трьома зорями. ν Скорпіона складається щонайменше з семи зір.

### Анімації
Анімації нижче представляють характер обертання небесних тіл навколо спільного центру мас, що позначений червоним хрестиком
| (a.) Обертання двох тіл з однаковою масою навколо спільного центра.                                    | (b.) Обертання двох тіл, нерівних за масою навколо спільного центра.                           | (c.) Обертання двох тіл із значною різницею мас навколо спільного центра (подібна система Земля-Місяць) |
| (d.) Обертання двох тіл із великою різницею мас навколо спільного центра (подібна система Сонце-Земля) | (e.) Два тіла з однаковою масою, що обертаються по еліптичній орбіті навколо спільного центра. | (e.) Два тіла з однаковою масою, що обертаються по еліптичній орбіті навколо спільного центра.          |

## Приклади
- Наша Сонячна система, з Сонцем у центрі (одна зірка)
- Сіріус (дві зірки)
- α Центавра (три зірки) (заперечується — див. Проксима Центавра)
- 4 Центавра (4 зірки)
- Міцар (п'ять зірок)
- Кастор (шість зірок)
- ν Скорпіона (сім зірок)
- Лебідь X-1 (одна зірка, і одна чорна діра)